# チワラスボ
チワラスボ（血藁素坊、Taenioides snyderi）は、ハゼ科チワラスボ属の硬骨魚。地方名チウナギなど。
従来学名はTaenioides cirratusとされていたが、遺伝的・形態的研究から4種に分けられることがわかり、Taenioides snyderiとして分割された。本項目の解説（分布・形態・生態・保全状況）は、T. cirratusとして複数のチワラスボ属隠蔽種を含める分類を用いた古い資料に従っているため、狭義の本種T. snyderiを指していない可能性があることに留意。

## 分布
太平洋およびインド洋。北は朝鮮半島西岸および和歌山県以南の日本列島、南は東インド諸島およびオーストラリア北部。西はアフリカ大陸西岸に至る。

## 形態
体は前後に長くウナギのような形状。体色は赤みを帯びた紫。鱗はない（ワラスボには退化的な鱗がある）。目は退化的で皮下に埋もれる。
胸鰭は腹鰭よりも短い（ワラスボではほぼ同じ長さ）。腹鰭は左右が合わさって吸盤となる。背鰭・尾鰭・臀鰭はつながって一つになるが、それらの境界には小さな凹みがある（ワラスボにはない）。背鰭6棘条45-50軟条。臀鰭42-48軟条。下顎に6本の口ひげを持つ。

## 生態
内湾や河口の軟泥中に生息。
2021年に出水市で採集された本種に寄生していたカイアシ類の個体が、新種のオシリカジリムシとして記載された。

## 分類
日本産のチワラスボ類はTaenioides cirratus1種として分類されてきたが、2012年以降の遺伝的および形態的研究からアカナチワラスボT. anguillaris・コガネチワラスボT. gracilis・ティーダチワラスボT. kentalleni・チワラスボT. snyderiの4種に区別する説が提唱されている。

## 人間との関係
Taenioides cirratusとして、2014年の環境省レッドリストでは絶滅危惧IB類、2012年のIUCNレッドリストでは情報不足として掲載されている。分類節で述べたように、この評価はコガネチワラスボなどを含む分類によるものとなっている。